# Barylestis fagei
Barylestis fagei là một loài nhện trong họ Sparassidae.
Loài này thuộc chi Barylestis. Barylestis fagei được Roger de Lessert miêu tả năm 1929.